# Clania ignobilis
Espèce
Synonymes
- Entometa ignobilis Walker, 1869
- Eumeta ernesti Heylaerts, 1885

Clania ignobilis est une espèce de papillons de nuit australiens de la famille des Psychidae. On le trouve en Nouvelle-Galles du Sud, au Queensland, en Australie-Méridionale, en Tasmanie et dans l'État de Victoria.

## Description
Les mâles adultes ont une envergure d'environ 30 mm, avec des ailes grises translucides qui perdent facilement leurs écailles. La femelle n'a pas d'ailes.
La larve se nourrit de Bouleau verruqueux, d’Eucalyptus, de Callitris et de Pins. Elle construit un étui en soie de 40 à 50 mm, où elle vit et se nymphose. Elle fixe des brindilles parallèles à l'axe de l'étui. Toutes ces brindilles sont souvent de longueur égale, sauf une qui est plus longue que les autres. Normalement seuls la tête et le thorax de la larve dépassent de l'étui, couverts d'une peau dure au motif brun clair et foncé. L'abdomen mou demeure protégé dans l'étui.